# Falstaff (Rakete)
Falstaff ist der Name einer einstufigen britischen Höhenforschungsrakete. 

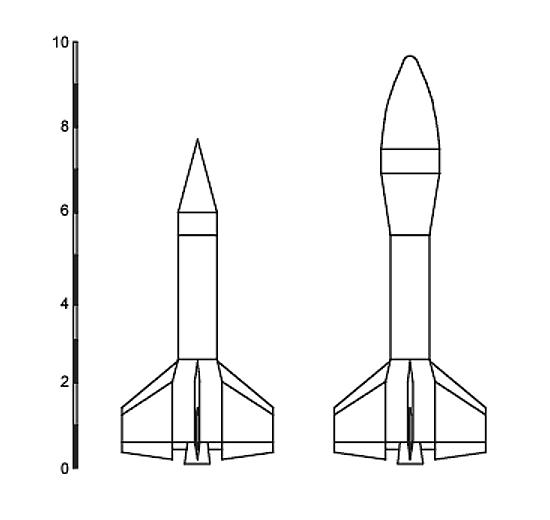
Zeichnung der Rakete

## Überblick
Die Falstaff war 5,3 Meter lang und hatte einen Durchmesser von 92 Zentimetern. Sie besaß eine Masse von 5090 kg, wovon 4340 kg auf den Festtreibstoff entfielen. Die Falstaff wurde zwischen 1969 und 1979 siebenmal von Woomera gestartet. Die größte erreichte Höhe betrug 119 km. 